# Ali Özek
Ali Özek (* 1932 im Dorf Doğanlar bei Fethiye; † 18. April 2021) war ein türkischer islamischer Theologe und Hochschullehrer.

## Leben
Im Jahr 1941 schloss er die Grundschule nahe seinem Heimatdorf ab. Anschließend ging Özek für religiöse Unterweisung nach Alanya an die Seite von Ömer Ali Hafı. Einige Jahre später wurde er Hāfiz. Er kehrte nach Fethiye zurück und arbeitete bei einem Anwalt. Es folgte eine weitere religiöse Unterweisung in Izmir, bei der Özek auch die Mittelschule abschloss. Ab 1950 ging Özek nach Kairo und absolvierte dort ein Studium an der al-Azhar, ein Abschluss, der in der damaligen Türkei nicht anerkannt wurde. Im Jahr 1957 kehrte Özek nach Izmir zurück und arbeitete als Lehrer einer Koranschule. 1960 holte er seinen Gymnasiumsabschluss nach und leistete anschließend zwei Jahre lang den Wehrdienst. Ab 1962 arbeitete er in Istanbul zunächst als Lehrer einer İmam-Hatip-Schule, anschließend lehrte er am İstanbul Yüksek İslam Enstitüsü arabische Sprache und Kultur. Im Jahr 1966 schrieb er sich an der Universität Istanbul ein, studierte Persisch und Arabisch und wurde 1973 promoviert. Von 1979 bis 1982 leitete Özek das İstanbul Yüksek İslam Enstitüsü, das 1982 in eine Fakultät der Marmara Üniversitesi umgewandelt wurde. Nach einem Auslandsjahr in England wurde er 1986 Dozent und 1991 folgte die Habilitation. 1998 ging Özek in den Ruhestand.
Er war Mitbegründer und seit 1982 Präsident der Stiftung İslami İlimler Araştırma Vakfı (Abk. İSAV) mit Sitz in Istanbul, Türkei.
Özek war einer der 138 Unterzeichner des offenen Briefes Ein gemeinsames Wort zwischen Uns und Euch, den Persönlichkeiten des Islam an „Führer christlicher Kirchen überall“ sandten (13. Oktober 2007).